# HK CSKA Sofia
Le CSKA Sofia ((bg) ЦСКА София abréviation de Центральный Спортивный Клуб Армии, Club sportif central de l'Armée) est un club omnisports bulgare qui fut longtemps celui de l'Armée rouge bulgare. Il comprend une section hockey sur glace qui a remporté plusieurs titres nationaux.

## Histoire
Le club est fondé en 1948, sous l'appellation CDNV Sofija et est le successeur de plusieurs clubs de la ville de Sofia :
Il résulte de la fusion des clubs de Chavdar Sofia (fusion de 1945 du Shipka Sofia et du Atletik Sofia) et Septemvri Sofia (fusion de 1946 des clubs : "Hockey club" Sofia,  Botev Sofia et Sokol Sofia).
En 1950, le club prend le nom de NV Sofia puis de CDNA Sofia en 1953 et en 1954, le Septemvri Sofia se re-sépare du club.
En 1963, le club fusionne avec le Cherveno Zname Sofia (fusion de 1949 du Sportist Sofia et du Sredec Sofia) et prend le nom de CSKA „Cherveno Zname“.
Il change à nouveau en 1969, en CSKA Septemvri Zname, à la suite du retour du Septemvri Sofia.
En 1989, il prend le nom de CSKA Sofia puis CSKA-Akademik en 1993 à cause d'une nouvelle fusion, avec le Akademik Sofia cette fois. En 1994 il reprend le nom CSKA Sofia et la section hockey est dissoute en 1997.
En 1999, elle est recréée sous le nom CSKA-Lions 99, puis redisparait en 2001. Nouveau retour en 2002 sous le nom CSKA-Elit Sofia et à nouveau disparition sous en 2005. En 2008, la section est recréée une nouvelle fois sous son nom actuel, CSKA-Hockey Sofia.

## Palmarès
- Championnat de Bulgarie : 
  - Champion (14) : 1949, 1964, 1965, 1966, 1967, 1969, 1971, 1972, 1973, 1974, 1975, 1983, 1984, 1986, 2013
  - Vice-champion (15) : 1955, 1960, 1961, 1962, 1963, 1968, 1970, 1978, 1987, 1988, 1989, 2008, 2009, 2010 et 2012